# Społecznościowy Indeks Rekomendacji (SIR)
Społecznościowy Indeks Rekomendacji (SIR) – syntetyczny wskaźnik określający skłonność konsumentów do rekomendowania produktów i usług marki, a przez to ich lojalność wobec marki. SIR określany jest jako stosunek wypowiedzi rekomendujących markę do wypowiedzi odradzających korzystnie z jej produktów i usług[1]. Wskaźnik ten bazuje na rzeczywistych rekomendacjach, nie zaś na deklaracjach, które często nie znajdują odzwierciedlenia w rzeczywistości. Dla języka angielskiego odpowiednikiem SIR jest 'Social NPS' lub produkt badawczy o nazwie SparcScore, oferowany przez firmę Satmetrix założoną przez twórcę Net Promoter Score, Freda Reichhelda.